# Gerhard Dammann (Schauspieler)

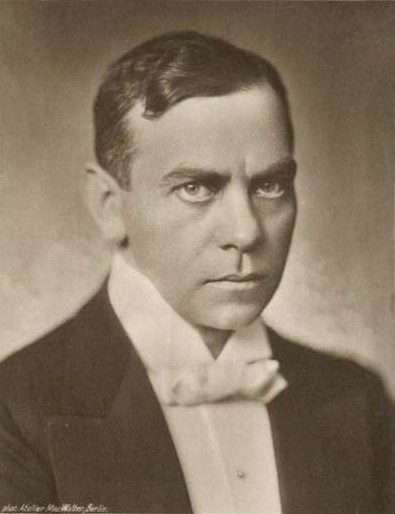
Gerhard Dammann

Gerhard Dammann (* 30. Juni 1883 in Köln; † 21. Februar 1946 in Bad Ischl; gebürtig Heinrich Gerhard Dammann) war ein deutscher Schauspieler und Komiker.

## Leben
Der Sohn eines Bildhauers verließ mit vierzehn Jahren die Schule und wurde Akrobat an Varietébühnen. Er durchquerte in dieser Funktion Europa und kam nach Afrika und Amerika. Zeitweise war er Mitglied der Artistentruppe Hans Hansen-Trio. Um 1907 fand er Zugang zum Film, ab 1913 stand er in Berlin dauerhaft vor der Kamera.
Dammann wirkte in einer großen Anzahl von Stummfilmen mit, von denen viele allerdings sehr kurz waren. Dabei stand er als „Bumke“ und ab 1913 als „Luny“ im Mittelpunkt und brillierte mit seinen akrobatischen oder grotesk-komischen Fähigkeiten. Meist führte er auch selbst Regie.
Von 1914 bis 1916 war er Soldat an der Ostfront, danach kreierte er mit seiner Frau Hansi Dege die Figur des „Schnurzel“.
1918 gründete er seine eigene Produktionsfirma Dammann-Film GmbH. Ab 1923 trat er unter seinem richtigen Namen als „Gerhard“ auf. Außer für Regie und Produktion zeichnete er mehrmals auch für das Drehbuch verantwortlich. 
Regie führte Dammann auch bei der einzigen nach dem Lloyd-Lachmann-Verfahren gedrehten Filmoperette „Das Caviar-Mäuschen“ (1919).
Seit Mitte der zwanziger Jahre erhielt er allerdings in den deutschen Kinos erhebliche Konkurrenz mit dem Bekanntwerden amerikanischer Filmkomiker. 1925 stellte seine Firma die Produktion ein.
Dammann musste sich in den folgenden zwei Jahrzehnten mit Chargenrollen in deutschen Spielfilmen zufriedengeben, indem er als komischer Dicker meist ungenannt und oft mehrmals kurz auftauchte. Insgesamt wirkte Gerhard Dammann in über 350 Filmen mit. Er stand 1944 in der Gottbegnadeten-Liste des Reichsministeriums für Volksaufklärung und Propaganda.

## Filmografie (Auswahl)
- 1911: Der verräterische Tintenfleck (Regie und Darsteller)
- 1911: Mericke aus Neu-Ruppin kommt nach Berlin
- 1911: Ein Drama beim Nachbarn
- 1911: Klein-Elschens Ostertraum
- 1911: Marionetten
- 1911: Studentenliebe
- 1911: Wer ist der Glücklichste der Drei? (Regie und Darsteller)
- 1912: Theodor Körner (nur Co-Regie)
- 1913: Signes List (auch Regie und Drehbuch)
- 1913: Die Landkur (auch Regie und Drehbuch)
- 1913: Bumke als Bursche
- 1913: Ein Ausgestoßener, 1. Teil
- 1914: Der Mann im Keller
- 1914: Luny ist verliebt
- 1916: Schnurzel, der Sieger
- 1917: Schnurzel bummelt
- 1917: In der Patsche
- 1918: Nach dem Opernball
- 1919: Das Caviar-Mäuschen, Filmoperette (Regie)
- 1919: Blinder Alarm
- 1920: Das Opfer
- 1923: Gerhard duelliert sich
- 1924: Gerhard macht alles
- 1925: Das Fräulein vom Spittelmarkt
- 1927: Dirnentragödie
- 1928: Lemkes sel. Witwe
- 1928: Eva in Seide
- 1928: Die seltsame Nacht der Helga Wangen
- 1928: Anastasia, die falsche Zarentochter
- 1928: Unter der Laterne
- 1929: Die Todesfahrt im Weltrekord
- 1929: Die Garde-Diva
- 1929: Erpresser
- 1929: Geschminkte Jugend
- 1929: Meineid
- 1929: Giftgas
- 1929: Rosen blühen auf dem Heidegrab
- 1929: Engel im Séparée
- 1929: Alimente
- 1929: Masken
- 1930: Lumpenball
- 1930: Das Kabinett des Dr. Larifari
- 1931: Grock
- 1931: Zwischen Nacht und Morgen
- 1931: Emil und die Detektive
- 1931: Mein Leopold
- 1932: Der Geheimagent
- 1932: Gitta entdeckt ihr Herz
- 1932: Der schwarze Husar
- 1932: Grün ist die Heide
- 1932: Mensch ohne Namen
- 1933: Morgenrot
- 1933: Kind, ich freu’ mich auf Dein Kommen
- 1933: Liebe muß verstanden sein
- 1933: Ein Unsichtbarer geht durch die Stadt
- 1933: Drei blaue Jungs – ein blondes Mädel
- 1934: Konjunkturritter
- 1934: Fräulein Liselott
- 1934: Schwarzer Jäger Johanna
- 1934: Elisabeth und der Narr
- 1934: Petersburger Nächte. Walzer an der Newa
- 1935: Varieté
- 1935: Der Außenseiter
- 1935: Der Ammenkönig
- 1936: Hans im Glück
- 1936: Das Schloß in Flandern
- 1936: Ein Lied klagt an
- 1937: Die göttliche Jette
- 1937: Madame Bovary
- 1937: Der Mann, der Sherlock Holmes war
- 1937: Ein Volksfeind
- 1938: Der Tiger von Eschnapur
- 1938: Der unmögliche Herr Pitt
- 1938: Fünf Millionen suchen einen Erben
- 1938: Mordsache Holm
- 1938: Der Spieler
- 1938: Du und ich
- 1939: Die Geliebte
- 1939: Ehe in Dosen
- 1939: Robert und Bertram
- 1939: Flucht ins Dunkel
- 1940: Ein Mann auf Abwegen
- 1940: Der Kleinstadtpoet
- 1940: Der dunkle Punkt
- 1941: Am Abend auf der Heide
- 1941: … reitet für Deutschland
- 1941: Über alles in der Welt
- 1941: Clarissa
- 1941: Quax, der Bruchpilot
- 1941: Leichte Muse
- 1941: Sechs Tage Heimaturlaub
- 1942: Fronttheater
- 1942: Hochzeit auf Bärenhof
- 1942: Diesel
- 1943: Karneval der Liebe
- 1943: Großstadtmelodie
- 1943: Zirkus Renz
- 1943: Die goldene Spinne
- 1943/52: Moselfahrt mit Monika
- 1944: Nora
- 1944: Der grüne Salon
- 1945: Wir beide liebten Katharina